# Pasil
Pasil es un municipio en la provincia de Kalinga en Filipinas. Conforme al censo del 2000, tiene 9,360 habitantes.

## Barangayes
Pasil se divide administrativamente en 14 barangayes.
- Ableg
- Balatoc
- Balinciagao Norte
- Cagaluan
- Colayo
- Dalupa
- Dangtalan
- Galdang (Casaloan)
- Guina-ang (Población)
- Magsilay
- Malucsad
- Pugong
- Balenciagao Sur
- Bagtayan